# Dipartimento di Santa Lucía
Santa Lucía è un dipartimento argentino, situato nella parte centrale della provincia di San Juan, con capoluogo Santa Lucía.
Esso confina a nord con il dipartimento di Chimbas, a est con quello di San Martín, a sud con i dipartimenti di Rawson e Nueve de Julio, e a ovest con quello di Capital.
Secondo il censimento del 2001, su un territorio di 45 km², la popolazione ammontava a 43.565 abitanti.
Dal punto di vista amministrativo, il dipartimento consta di un unico municipio, che copre tutto il territorio dipartimentale, suddiviso in diverse localidades:
- Alto de Sierra
- Colonia Gutiérrez
- Santa Lucía, sede municipale